# 安德鲁·惠特福德
安德鲁·惠特福德（英語：Andrew Whitford，1965年3月17日—），新西兰男子自行车运动员。他曾代表新西兰参加1986年英联邦运动会自行车比赛，获得一枚银牌。他也曾参加1988年夏季奥运会。